# عبد الرحمن المرتضي بالله
عبد الرحمن المرتضي بالله (المتوفي عام 409 هـ) الخليفة السابع للأندلس والحاكم الثالث عشر لها من سلالة الأمويين.

## خلافته
بعد أن خلع علي بن حمود سليمان المستعين بالله عن عرش الخلافة بمعاونة من خيران الصقلبي زعيم العامريين في شرق الأندلس وبربر صنهاجة بزعامة زاوي بن زيري، تعامل بشدة مع معارضيه ولم يفرّق بين عرب وبربر. خشي حليفه خيران الصقلبي على نفسه، وفرّ إلى شرقي الأندلس حيث يجتمع العامريين، وهناك وجد عبد الرحمن بن محمد بن عبد الملك بن عبد الرحمن الناصر لدين الله الذي فرّ من قبل إلى جيّان مرشحه الجديد للخلافة. فأعانه خيران والعامريين على ذلك فلقّبوه بالمرتضي بالله، وانضم إليهم المنذر بن يحيى التجيبي والي سرقسطة والثغر الأعلى وولاة شاطبة وبلنسية وطرطوشة. بلغ علي بن حمود خبر تجمعهم لقتاله، فقرر أعداد جيش لقتالهم، إلا أنه اغتيل في قصره في 2 ذي القعدة 408هـ قبل أن يخرج لهم. ولما بلغ القاسم بن حمود خبر اغتيال أخيه، سار من ولايته في إشبيلية إلى قرطبة،
سار جيش المرتضي بالله أولاً إلى إلبيرة لقتال صنهاجة حلفاء بني حمود الأقوياء، وتقاتلا في معركة طاحنة استمرت لأيام، وانتهت بانتصار صنهاجة ومقتل المرتضي بالله، ليستقر الأمر بذلك للقاسم بن حمود، وقد كانت تلك الوقعة في عام 409هـ.

## شخصيته
وصفه ابن حزم بأنه: «كان رجلاً صالحًا مائلاً إلى الفقه، ولم يلبس في ولايته خزًّا إلى أن قُتل.»